# Ozzano dell'Emilia
Ozzano dell'Emilia (en dialecte bolonyès: Uzän) és un comune (municipi) de la Ciutat metropolitana de Bolonya, a la regió italiana d'Emília-Romanya.
L'1 de gener de 2018 tenia 13.819 habitants.

## Història
Els seus orígens es remunten a l'Imperi Romà, quan el poble, que es trobava en el que avui és el llogaret de Maggio, es deia Claterna.

## Ciutats agermanades
Ozzano dell'Emilia està agermanat amb:
- Staffanstorp, Suècia